# Стефанувка (Пясечинський повіт)
Стефанувка (пол. Stefanówka) — село в Польщі, у гміні Тарчин Пясечинського повіту Мазовецького воєводства.
Населення — 142 особи (2011).
У 1975-1998 роках село належало до Варшавського воєводства.

## Демографія
Демографічна структура станом на 31 березня 2011 року:
|          | Загалом | Допрацездатний вік | Працездатний вік | Постпрацездатний вік |
| -------- | ------- | ------------------ | ---------------- | -------------------- |
| Чоловіки | 74      | 16                 | 48               | 10                   |
| Жінки    | 68      | 17                 | 36               | 15                   |
| Разом    | 142     | 33                 | 84               | 25                   |